# Pseudorthodes keela
Pseudorthodes keela är en fjärilsart som beskrevs av Smith 1908. Pseudorthodes keela ingår i släktet Pseudorthodes och familjen nattflyn. Inga underarter finns listade.